# Don’t Blame Me
«Don’t Blame Me» (с англ. — «Не вини меня») — песня американской певицы Тейлор Свифт с её шестого студийного альбома Reputation. Песня была выпущена 10 ноября 2017 года на лейбле Big Machine Records. Свифт написала её вместе с продюсерами Максом Марином и Shellback. «Don’t Blame Me» — электропоп-песня с сильными элементами EDM и госпела, с тяжёлыми басами, синтезаторами и многодорожечным бэк-вокалом. В тексте песни говорится о том, что Свифт неапологетично признаётся в любви, используя религиозные образы.
В обзорах Reputation одни музыкальные критики хвалили продакшн, но другие сочли ей непривлекательной. В 2022 году «Don’t Blame Me» набрала популярность на TikTok и попала в официальные чарты синглов нескольких европейских стран. Трек получил серебряный сертификат Британской ассоциация производителей фонограмм (BPI).

## История
Тейлор Свифт выпустила свой пятый студийный альбом 1989 в октябре 2014 года, и он имел большой коммерческий успех. Альбом был продан тиражом более шести миллионов копий в США и породил три сингла, ставши ми номер один в основном американском хит-параде Billboard Hot 100: «Shake It Off», «Blank Space» и «Bad Blood». Свифт продолжала оставаться главной мишенью бульварных сплетен во время промоушена 1989. У неё были недолгие романтические отношения с шотландским продюсером Кельвином Харрисом и английским актёром Томом Хиддлстоном. Её репутация была испорчена из-за разрекламированных споров с другими знаменитостями, включая рэпера Канье Уэста, медийную личность Ким Кардашьян и певицу Кэти Перри. Свифт становилась всё более сдержанной в социальных сетях, сохраняя активное присутствие с большим количеством подписчиков, и избегала взаимодействия с прессой на фоне бурных событий.
Она задумала свой шестой студийный альбом Reputation как ответ на шумиху в СМИ вокруг её известности. Назвав альбом «катарсическим», Свифт последовала за написанием песен для своего сингла 2014 года «Blank Space», в котором она сатирически описала свой воспринимаемый образ. Она сказала: «Я взяла этот шаблон. Хорошо, вот что вы все говорите обо мне. Позвольте мне на секунду написать от этого персонажа». Финальная версия Reputation состоит из 15 треков, соавтором всех которых является Свифт. Шведские продюсеры Макс Мартин и Shellback написали и спродюсировали девять песен, включая «Don’t Blame Me».

## Релиз и отзывы
«Don’t Blame Me» трек номер четыре на альбоме Reputation, который был выпущен 10 ноября 2017 года лейблом Big Machine Records. Свифт включила эту песню в свой сет-лист своего концертного тура Reputation Stadium Tour (2018).
В Spin Моник Мелендес высказала мнение, что «Don’t Blame Me» это песня, которая олицетворяет Reputation, высоко оценив постановку и тексты песен. Кокс Джеймисон из Pitchfork назвал эту песню «сверкающим [монстром], который держится благодаря присутствию Свифт в его центре». Эван Соуди из PopMatters и Зак Шонфельд из Newsweek назвали этот трек ярким событием на альбоме. С менее положительной стороны, некоторые критики сочли продакшн с влиянием EDM безвкусным и непривлекательным, отчасти потому, что звук уже был чрезвычайно популярен в чартах. Николь Алмейда из журнала Atwood Magazine сочла метафору наркотиков в текстах песен клишированной.
В мае — июне 2022 года «Don’t Blame Me» набрала популярность в приложении для обмена видео TikTok. Песня попала в чарты синглов нескольких европейских стран, включая Чехию под номером 55, Ирландию под номером 55, Словакию под номером 86, Швецию под номером 100 и Великобританию под номером 83. 27 мая 2022 года она получила серебряный сертификат Британской фонографической индустрии.

## Композиция
«Don’t Blame Me» — электропоп-песня с сильными элементами EDM и госпела. Она отличается мрачным и угрюмым исполнением, сопровождаемым синтезаторами, тяжелыми басами и искаженным многодорожечным бэк-вокалом. Тексты песен посвящены признанию Свифт в любви с использованием религиозных образов («Я готова пасть от счастья, лишь бы коснуться твоего лица») и ссылками на зависимость («О, Господи, спаси меня, мой наркотик — бейби»). Своё непримиримое отношение к песне отражало её репутацию как автора песен, который в основном писал о любви и прошлых отношениях. Трек также содержит отсылку к «Великому Гэтсби», где Свифт называет себя «твоя Дейзи».

## Чарт
| Чарт (2022)                        | Высшая позиция |
| ---------------------------------- | -------------- |
| Чехия (Singles Digitál Top 100)    | 55             |
| Мир Global Excl. U.S (Billboard)   | 147            |
| Германия (GfK)                     | 99             |
| Греция (IFPI)                      | 89             |
| Ирландия (IRMA)                    | 55             |
| Литва (AGATA)                      | 63             |
| Норвегия (VG-lista)                | 18             |
| Словакия (Singles Digitál Top 100) | 86             |
| Швеция (Sverigetopplistan)         | 100            |
| Швейцария (Schweizer Hitparade)    | 88             |
| Великобритания (UK Singles Chart)  | 83             |

## Сертификации
| Регион                                                                      | Сертификация | Продажи |
| --------------------------------------------------------------------------- | ------------ | ------- |
| Великобритания (BPI)                                                        | Серебряный   | 200 000 |
| Данные о продажах + прослушиваниях приведены только на основе сертификации. |              |         |